# Papagoíta
La papagoíta es un mineral de la clase de los ciclosilicatos. Fue descubierta en 1960 en una mina cerca de Ajo en el condado de Pima, en el estado de Arizona (EE. UU.), siendo nombrada así por la tribu india papago que habita la zona.

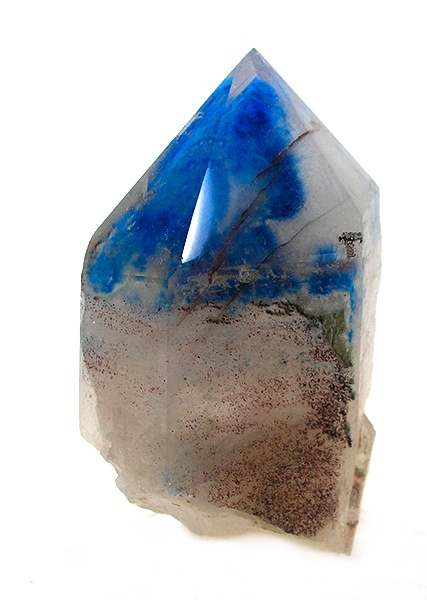
En cuarzo.

## Características químicas
Es un aluminociclosilicato de calcio y cobre, hidroxilado y anhidro. Estructura en anillos de cuatro tetraedros de sílice.
Además de los elementos de su fórmula, suele llevar como impurezas: titanio, hierro, manganeso, magnesio y agua.

## Formación y yacimientos
Se forma como mineral secundario, incrustado en vetas de pórfido de granodiorita; también incrustado dentro de cristales de cuarzo.
Suele encontrarse asociado a otros minerales como: auricalcita, shattuckita, ajoíta, barita o cuarzo.